# Oriole de Bullock
Pour les articles homonymes, voir Bullock.
Icterus bullockii
Espèce
Répartition géographique
Statut de conservation UICN

 LC  : Préoccupation mineure
L'Oriole de Bullock  (Icterus bullockii), également appelée oriole à ailes blanches, est une espèce d'oiseaux de la famille des Icteridae.
Son nom commémore l'antiquaire et naturaliste britannique William Bullock (c. 1773-1849).

## Galerie

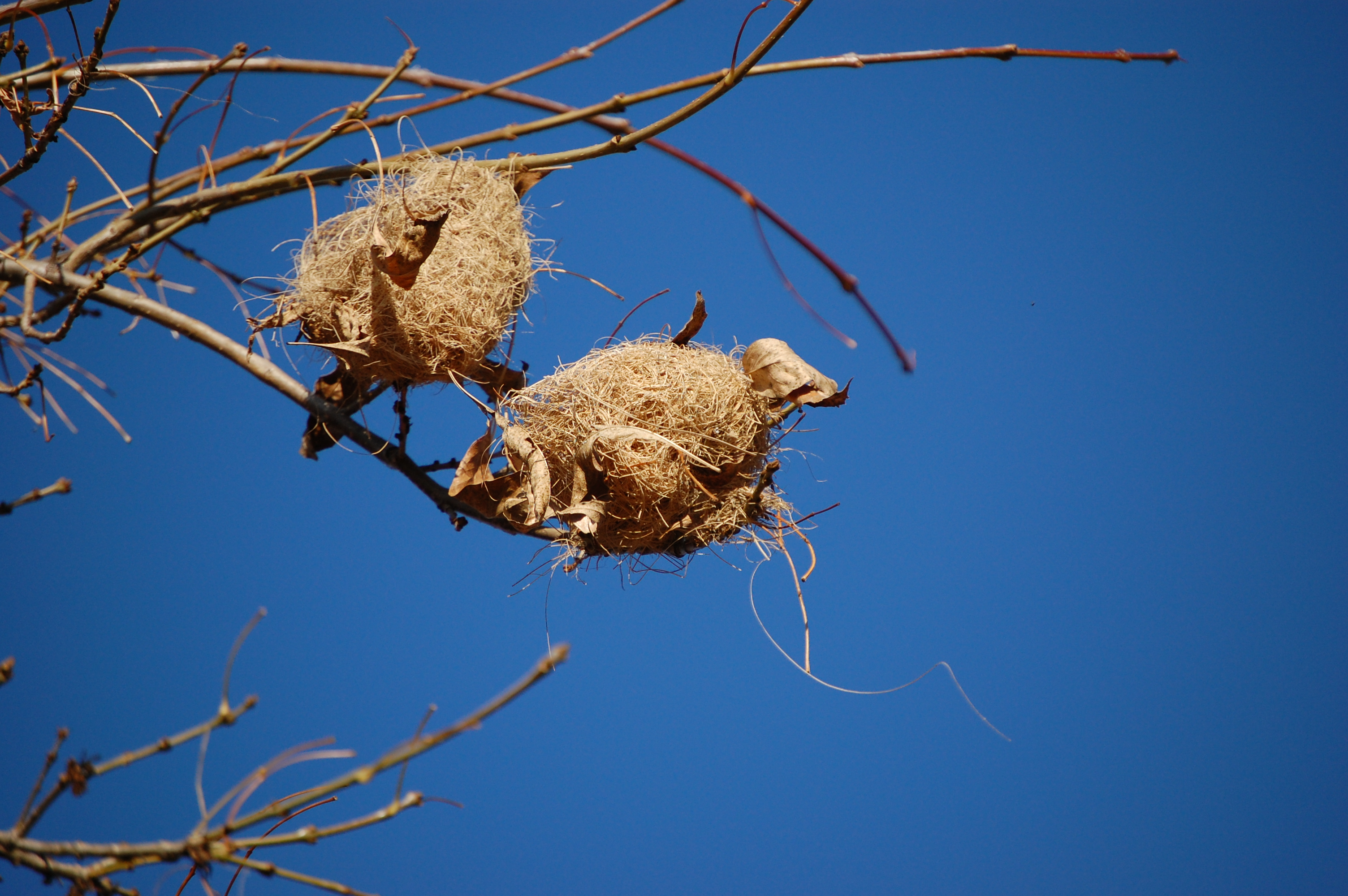
Nids